# 溜姑乡
溜姑乡，是中华人民共和国四川省凉山彝族自治州会东县下辖的一个乡镇级行政单位。2019年12月，撤销野牛坪乡，将其所属行政区域划归溜姑乡管辖，将原溜姑乡西多村所属行政区域划归鲁吉镇管辖。

## 行政区划
溜姑乡下辖以下地区：
溜姑村、坪山村、宝山村、西多村、三家村和厂门村。